# قبيلة ميكوسوكي
قبيلة ميكوسوكي للهنود في فلوريدا وهي قبيلة أمريكية أصلية معترف بها فيدرالياً في ولاية فلوريدا الأمريكية. كانوا جزءًا من أمة سيمينول حتى منتصف القرن العشرين عندما تم تنظيمهم كقبيلة مستقلة، وتلقوا اعترافًا فيديراليًا رسمياً عام 1962. ويتحدثون فيما بينهم لغة ميكوسوكي الخاصة، والتي تكون مفهومة بشكل متبادل مع لغة قبيلة هاتشيتي التي يتكلم بها الهنود في ولاية جورجيا، وتعتبر إحدى لهجاتها، ويتحدث بها أيضاً الكثير من سيمينول فلوريدا

## تاريخهم
تاريخيا، ترجع أصول الميكوسوكي إلى شياها السفلى، إحدى قبائل اتحاد شعب مسكوكي في ولاية جورجيا الحالية. نتيجة ضغط من الزحف الأوروبي على أراضيها هاجروا إلى شمال فلوريدا في أوائل القرن الثامن عشر، حيث أصبحوا جزءًا من دولة السيمينول النامية. بحلول أواخر القرن الثامن عشر سجل البريطانيون اسم ميكوسوكي أو ميكاسوكي كمجموعة تتحدث لغة هايتشي تتركز في قرية ميكوسوكي في شبه جزيرة فلوريدا.
مثل باقي مجموعات السيمينول الأخرى، تم تهجير قبيلة الميكوسوكي خلال حروب السيمينول (في الفترة بين 1817-1858) ، وهاجر الكثيرون أو أجبروا على الانتقال غرب نهر المسيسيبي إلى الإقليم الهندي في عام 1842 بعد حروب السيمينول
.
تركز أحفاد الذين بقوا في ولاية فلوريدا في الجزء الأوسط من الولاية. أنشأ العديد من مجتمعات السيمينول في عشرينيات وثلاثينيات القرن العشرين على طول «طريق تاميامي» وهو طريق تم الانتهاء منه في عام 1928 مر عبر إيفرجلادز وربط مدينتي تامبا وميامي. حافظ الميكوسوكيين بشكل عام على الكثير من الممارسات التقليدية. وكانوا أقل اهتمامًا بإقامة علاقات رسمية مع الحكومة الفيدرالية من أولئك الموجودين في الشمال من السيمينول الذين بدأوا في الانتقال إلى المحميات الهندية في نفس الوقت تقريبًا.
في عام 1953 تم تنظيم وضع السيمينول الفيدرالي، حيث نظمت قبيلة سيمينول بولاية فلوريدا كقبيلة وتم الاعتراف بها رسمياً في عام 1957. وقد أبرزت تلك العملية الاختلافات الثقافية بين المجموعات الهندية، وحصل الميكوسوكي على اعتراف الولاية بشكل منفصل في ذلك العام، والاعتراف الفيدرالي في عام 1962. ولم ينتمي بعض المستقلون إلى أي من القبيلتين.
تمتلك القبيلة اليوم العديد من المستوطنات في جنوب فلوريدا، والمعروفة مجتمعة باسم "محمية ميكوسوكي الهندية". الجزء الأكبر من الأرض قطعة تبلغ مساحته 333 فدانًا (1.35 كم2) على الحدود الشمالية لمتنزه إيفرجلادز الوطني، على بعد حوالي 45 ميلًا (72 كم) غرب ميامي. تسيطر القبيلة حالياً على حوالي 200000 فدان (810 كم2) من الأراضي الرطبة، معظمها بموجب عقد إيجار دائم تم إجراؤه في عام 1983 مع ولاية جنوب فلوريدا لإدارة المياه في منطقة المحافظة على المياه 3A جنوبًا. قد تستخدم "هذه الأرض لأغراض الصيد وصيد الأسماك والضفادع وزراعة الكفاف لمواصلة أسلوب حياة الميكوسوكي التقليدي". وهناك موقع آخر هو "محمية ممشى التمساح" التي تقع بالقرب من فورت لودرديل. وتشمل مساحة 20 ألف فدان (81 كم 2) من الأراضي القابلة للتطوير والتي يستخدم معظمها في رعي الماشية، وحوالي 55000 فدان (220 كم 2) من الأراضي الرطبة. ويتطلب المواطنين الغير أصليين تزويدهم بتصاريح لاستخدام بعض الأراضي الرطبة لمعسكرات الصيد".
من بين أراضي قبيلة ميكوسوكي موقع في ميامي، حيث قامت القبيلة في عام 1999 بتطوير منتجع ميكوسوكي وفندق المؤتمرات والذي يتضمن مرافق ألعاب. دعمت إيرادات هذا المشروع التنمية الاقتصادية وتحسين التعليم والرعاية الاجتماعية. ويمتلك أفراد المحمية مساكن حديثة بشكل عام على بعد 40 ميلاً إلى الغرب من ميامي، ويعيش بعض أفراد القبيلة في ضاحية ميامي

## عضوية القبيلة
يتطلب الميكوسوكي من الأعضاء الحصول على ما لا يقل عن نصف أصل ميكوسوكي، ويقبلون انظمام الأفراد من أمهات ميكوسوكية الذين لم يتم تسجيلهم في أي قبيلة أخرى. والقبيلة لديها نظام القرابة والميراث من جهة الأم. حيث يكتسب الأطفال المولودين في عشيرة الأم مكانتهم في القبيلة كجزء منها. وفي هذا النظام يعتبر الأخ الأكبر للأم مهمًا جداً لأطفالها أكثر من الأب البيولوجي خصوصاً للأولاد الذكور. والخال هو الشخص الذي يقدم الأولاد لمجموعات الرجال من العشيرة والقبيلة.

## الحكومة
لدى القبيلة دستور مكتوب وتنتخب الأعضاء بمن فيهم رئيس. والرئيس الحالي هو كولي بيلي. جميع الأعضاء الراشدين هم جزء من المجلس العام الذي يدير الخدمات القبلية. أول رئيس للقبيلة بعد أن نالت الاعتراف الفدرالي كان بافالو تايجر الذي استمر في قيادة منصب رئيس القبائل حتى عام 1985

تدير القبيلة نظام الشرطة والمحاكم الخاص بها. كما أن لديها عيادة ومركز رعاية نهارية، ومركز للمسنين ووكالة العمل المجتمعي ونظام تعليمي، بدءا من برنامج ما قبل المدرسة (Head Start program) حتى المرحلة الثانوية العليا. ويتوفر أيضاً برامج التعليم والمهني للكبار.

## مصالح تجارية
تدير القبيلة فندقاً يضم 302 غرفة في مقاطعة ميامي داد (فلوريدا).
وتقوم القبيلة برعاية العديد من الفرق الرياضية سباقات الناسكار للسيارات من أهمها فريق «فوينكس رايسنغ» و «بيلي بالو موتورزسبورتس».

## متحف
تأسس متحف القرية الهندية ميكوسوكي في عام 1983. ويقدم المتحف لزواره مجموعة متنوعة من التعبيرات الفنية منها اللوحات الخاصة بالسكان الأصليين، والحرف اليدوية، والصور الفوتوغرافية. بالإضافة إلى ذلك يتم عرض بعض القطع الأثرية مثل أواني الطهي وغيرها.